# Zona Negativa
Zona Negativa é um conceito criado e desenvolvido nas histórias do Quarteto Fantástico e Capitão Marvel. Criado por Stan Lee e Jack Kirby, apareceu pela primeira vez em Fantastic Four # 51 (Junho de 1966). Trata-se de um universo paralelo composto por antimatéria.

## Cartografia da região
Embora trate-se de um universo, sendo assim impossível de ser totalmente mapeado, há pontos muito conhecidos da Zona. São eles:
- Asgard, reino dos Deuses Nórdicos
- Coração De Antimatéria ou Área de Antimatéria
- Área de Distorção

A Zona Negativa possui estrelas orbitadas por planetóides, a maioria locais inóspitos para formas de vida menos resistentes como os humanos. Há diversas criaturas semelhantes a dragões em suas formas que voam livremente pelo espaço interestelar.

## Curiosidades
*Versão Ulitmate: O Ultiverso, universo habitado pelas versões Ultimate dos personagens da Marvel possui sua própria Zona Negativa. Criada por Warren Ellis, essa Zona ainda é uma dimensão de antimatéria, mas é também um universo mais antigo que o Ultiverso, prestes a sofrer o Resfriamento Total. Essa versão é habitada por uma versão diferente do Aniquilador.
*Acessos: Reed Richards possuia um aparato em seu laboratório que gerava um portal de acesso para ela, o qual foi usado para procurar o raríssimo Nega-Cristal, um minério que poderia ter curado Ben Grimm, o Coisa, mas foi perdido numa luta com o Aniquilador (Homem-Aranha 18, Editora Abril).
No estádio de baseball Fenway Park, lar do Boston Red Sox, há um portal numa parede verde conhecida como Gigante Esmeralda (Green Monster no original), que leva à Asgard (Hulk 156, Editora Abril). Essa parede existe mesmo e até possui verbete na Wikipedia americana.
*Zona Positiva: No número 3 da mini-série Marvel Boy, um tele-jornal anuncia que o Quarteto Fantástico está fora, explorando a recém-descoberta Zona Positiva, uma clara brincadeira com o conceito da Zona Negativa do roteirista Grant Morrison.